# Míchel (Fußballspieler, 1985)
Míchel (* 9. November 1985 in Lena; bürgerlich Miguel Marcos Madera) ist ein spanischer ehemaliger Fußballspieler.
Míchel durchlief sämtliche Jugendmannschaften von Sporting Gijón und etablierte sich dann in der Profimannschaft. In seiner ersten Saison als Profi 2005/06 kam er bereits auf 24 Einsätze, in denen er ein Tor erzielte (beim 4:0-Heimerfolg gegen Gimnàstic de Tarragona).